# Badminton-Nationalliga A 2008/09
Die Badminton-Nationalliga A der Saison 2008/2009 als höchste Spielklasse im Badminton in der Schweiz zur Ermittlung des nationalen Mannschaftsmeisters bestand aus einer Vorrunde im Modus Jeder gegen jeden und anschliessenden Play-off-Spielen. Meister wurde der BV Adliswil-Zürich.

## Vorrunde
| Platz | Team                                         | Punkte | Spiele | +/- | Sätze   | +/- | Partien |
| ----- | -------------------------------------------- | ------ | ------ | --- | ------- | --- | ------- |
| 01    | BV Adliswil                                  | 50     | 96:48  | 48  | 204:115 | 89  | 18      |
| 02    | BC Uzwil                                     | 47     | 89:55  | 34  | 195:131 | 64  | 18      |
| 03    | SC Uni Basel                                 | 46     | 88:56  | 32  | 186:138 | 48  | 18      |
| 04    | Union Yverdon-les-Bains / Badminton Lausanne | 41     | 80:64  | 16  | 177:144 | 33  | 18      |
| 05    | BV St. Gallen-Appenzell                      | 36     | 73:71  | 2   | 168:164 | 4   | 18      |
| 06    | BV Team Solothurn                            | 32     | 68:76  | −8  | 156:172 | −16 | 18      |
| 07    | Union Tafers-Fribourg                        | 29     | 60:84  | −24 | 146:190 | −44 | 18      |
| 08    | BC La Chaux-de-Fonds                         | 27     | 58:86  | −28 | 141:183 | −42 | 18      |
| 09    | Redline Zentralschweiz                       | 26     | 54:90  | −36 | 135:202 | −67 | 18      |
| 10    | BC Genève                                    | 26     | 54:90  | −36 | 128:197 | −69 | 18      |

## Halbfinale
- BC Uzwil – SC Uni Basel: 3:5, 6:2
- BV Adliswil – Union Yverdon-les-Bains / Badminton Lausanne: 6:2, 7:1

## Finale
- BV Adliswil – BC Uzwil: 5:3, 5:3